# Frank Albe
Frank Albe (* 2. Januar 1964 in Braunschweig) ist ein deutscher Professor für Allgemeine Betriebswirtschaftslehre und Präsident der PFH Private Hochschule Göttingen.

## Leben und Wirken
Frank Albe studierte Wirtschaftswissenschaften und Politik an der Technischen Universität Braunschweig. Nach dem Vordiplom wechselte er nach Göttingen und schloss als Diplom-Kaufmann an der Georg-August-Universität Göttingen ab, später promovierte er bei Wolfgang Lücke am Institut für Produktions- und Investitionsforschung. In Göttingen wurde er 1986 Mitglied bei Corps Teutonia-Hecynia Göttingen.
Nach fünf Jahren Berufserfahrung im Controlling zur TUI GmbH & Co. KG und gleichzeitiger Lehrtätigkeit an der Universität und der PFH Private Hochschule Göttingen nahm Albe 2000 einen Ruf als Professor für allgemeine Betriebswirtschaftslehre insbesondere Tourismusmanagement und Controlling an der PFH an. Seit 2003 ist er erst Vizepräsident und seit 2004 Leiter des Instituts zur Entwicklung der Wirtschaftskompetenz von Politikern (IEWP). 2014 wurde Albe zum Präsidenten der Hochschule gewählt.